# سعيد البحرة
ولد سعيد البحرة في دمشق / سوريا في منطقة أو حي مئذنة الشحم عام 1892 م وأنهى دراسته الثانوية في مكتب عنبر ثم سافر إلى إسطنبول لدراسة الفلسفة في جامعة دار الفنون لمدة سنتين وعقب تخرجه سيق إلى الخدمة في الجيش العثماني إبان الحرب العالمية الأولى فكان ضابطاً مدفعياً وقد جرح في موقعة شنق قلعة Çanakkal حين انفجرت قذيفة أودت بحياة حصانه وقذفت به على الصخر.
عندما عاد إلى دمشق تفرغ للتدريس في مكتب عنبر حيث درّس الفلسفة والاقتصاد وأصول التربية والتعليم حتى عام 1920 م حيث كان عضواً في أول بعثة سورية لدراسة الفلسفة في فرنسا وقد أمضى ثلاث سنوات في جامعة سوربون حتى حصل على شهادته منها.
إثر عودته من باريس عمل أستاذاً للفلسفة في تجهيز دمشق كما شارك بالحركة الوطنية ضد الاحتلال الفرنسي وطاردته قوات الاحتلال فلجأ إلى الأردن وأقام هناك من عام 1925 وحتى 1934 م فساهم في تحقيق النهضة الثقافية في الأردن وبتأسيس أول وأكبر مدرسة ثانوية بها هي مدرسة السلط فكان من أوائل مدرسي مدرسة السلط وأول مدير للثانوية التي افتتحت على عهده وفي عام 1973 قرر الملك حسين منحه وسام التربية وذلك بعد مرور 32 سنة على وفاته وقد أسس آنذاك أول مرصد جوي في شرق الأردن يقوم بقياس الأمطار ودرجة الحرارة واتجاه الرياح ويرسل التقارير الجوية لمدراء المعارف والزراعة والدائرة الإنشائية وإلى الحاكم الإداري وقد سميت مدرسة السلط الابتدائية فيما بعد باسمه.,<
أصدر في دمشق جريدة لواء الجزيرة عام 1936 وكان صاحبها ومديرها المسؤول وهي جريدة سياسية جامعة وتم إصدار عددها الأول في 14-8- 1936 وقد ظل يصدرها حتى وفاته عام 1941 وقد أوقفها الفرنسيون عدة مرات عن الإصدار بسبب مواقفها الوطنية.
كما نظم الشعر وكتب الدراسات الأدبية والفلسفية من مؤلفاته: الفلسفة الحديثة (دار المعارف - مطبعة الصداقة 1924) 
له من الأبناء والبنات المحامي مصطفى وفريد والمدرّسة فاطمة والأديب نصر الدين والمدرّس صلاح الدين وخريجة الفلسفة والحاصلة على دبلوم بالتربية والتعليم فردوس.